# Tadjourah

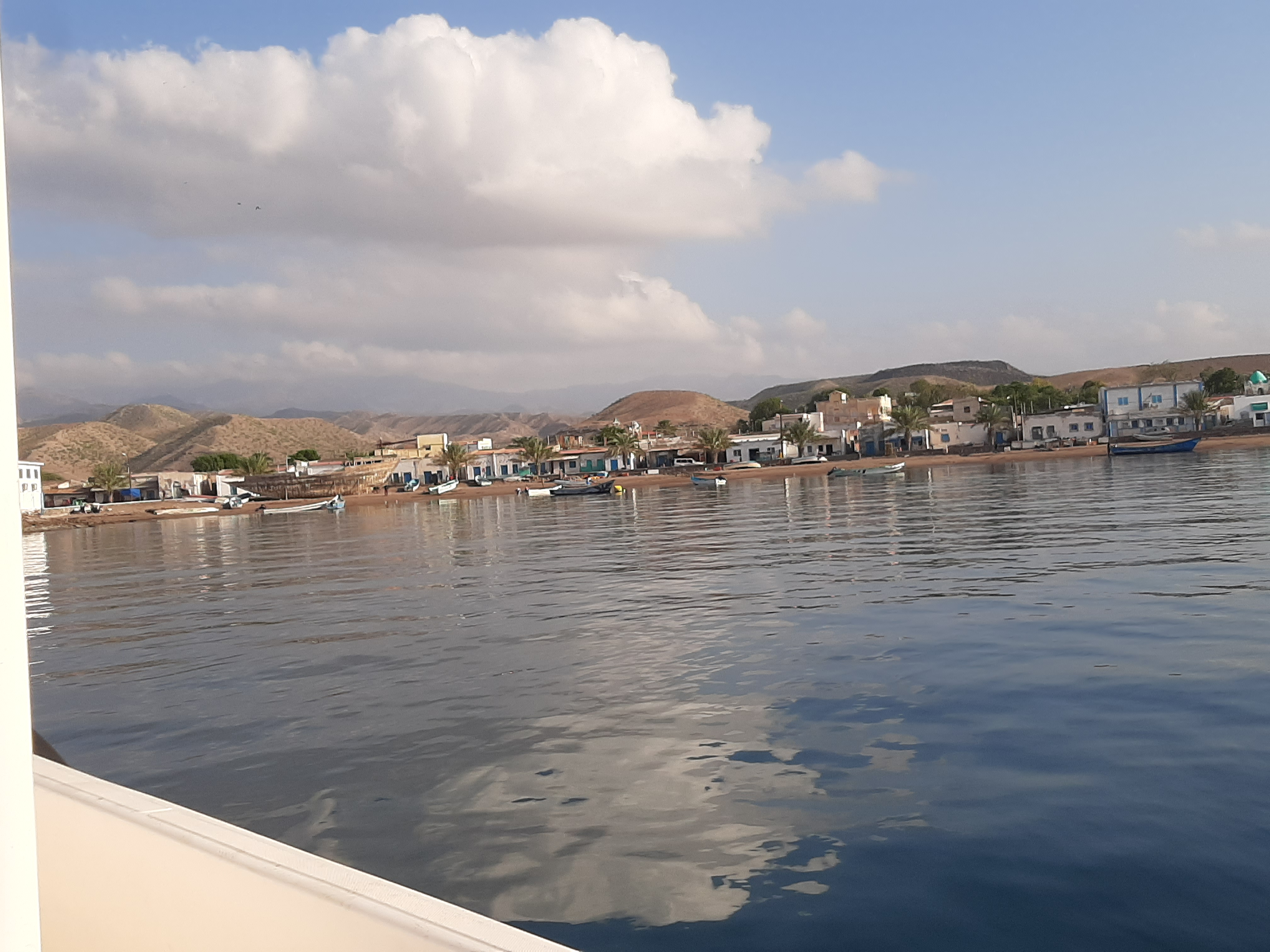
Tadjourah

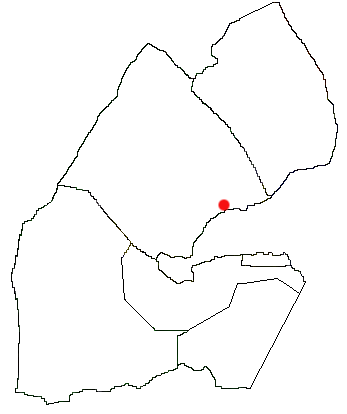
Localização de Tadjourah no Djibuti

Tadjourah ou Tadjoura (árabe: تدجورة) é a cidade mais antiga do Djibuti e a capital da região de Tadjourah, está localizada no golfo de Tadjoura. Sua população projetada para 2007 é de 22.868 habitantes.
- Latitude: 11º 47' 7" N - Longitude: 42º 53' 4" E
- Altitude: 0 metros